# Никола Лековић
Никола Лековић (Београд, 19. децембар 1989) је српски фудбалер. Игра на позицији левог бека, а тренутно наступа за Младост из Лучана.

## Каријера
Лековић је фудбал почео да тренира 1998. године у Партизану, и остао је у клубу до 2007, када прелази у Бежанију. Првих годину дана је углавном наступао за омладинце, да би пред крај такмичарске 2007/08. добио прилику да дебитује за први тим Бежаније у Суперлиги Србије. Како је Бежанија испала из Суперлиге те сезоне, Лековић је у наредне две године са клубом наступао у Првој лиги Србије. Стандардни првотимац је постао у сезони 2009/10, када је на 31 првенственој утакмици постигао осам голова.
У јуну 2010. прелази у суперлигаша Рад, где у наредне три сезоне бележи 88 наступа у свим такмичењима. Након што је тренер Рада, Марко Николић, прешао у Војводину, исто је учинио и Лековић, који је 28. јула 2013. са новосадским клубом потписао двогодишњи уговор, уз опцију продужетка на још годину дана. У Војводини је провео једну полусезону да би у фебруару 2014. прешао у Лехију из Гдањска.
У завршници летњег прелазног рока, 31. августа 2015, Лековић долази на једногодишњу позајмицу у Партизан. Током јесењег дела сезоне 2015/16. је наступио само пет пута у Суперлиги, уз још два наступа у групној фази Лиги Европе и један у Купу Србије. Током зимске паузе на клупу Партизана долази Иван Томић, код кога Лековић није забележио ниједан наступ у пролећном делу сезоне. У јулу 2016. је потписао за крушевачки Напредак. Једну полусезону је наступао за Напредак, затим током 2017. игра за Динамо из Минска, а у 2018. је био играч грчке Керкире и турског Карабукоспора. У септембру 2018. прелази у Младост из Лучана, у чијем дресу наступа наредних годину и по дана.
Крајем децембра 2019. је потписао за босанскохерцеговачког премијерлигаша Тузлу Сити. За клуб из Тузле је наступио само три пута у Премијер лиги БиХ, и једном у Купу, након чега је сезона прекинута у марту 2020. због пандемије вируса корона. У јуну 2020. је договорио споразумни раскид уговора са клубом из Тузле. Наредног месеца се вратио у српски фудбал, и по други пут у каријери потписао за крушевачки Напредак. У јануару 2021. је раскинуо уговор са Напретком, након чега се вратио у Младост из Лучана.